# Kazanka, Stara Zagora
Kazanka (în bulgară Казанка) este un sat în comuna Stara Zagora, regiunea Stara Zagora,  Bulgaria. 

## Demografie
Componența etnică a satului Kazanka
     Bulgari (100%)
     Nicio identificare (0%)
     Altele (0%)
La recensământul din 2011, populația satului Kazanka era de 132 locuitori. Din punct de vedere etnic, toți locuitorii erau bulgari.